# Sociograph
El sociograph és una tecnologia que s'emmarca en l'àmbit de la neurociència social, la qual estudia els processos neuropsicológics, cognitius, perceptius i emocionals dins d'un paradigma social o grupal. Estudia el comportament dels grups en àmbits com la presa de decisions, la comunicació audiovisual, la publicitat, el neuromàrqueting, l'opinió pública i molts altres camps de la psicologia i la sociologia.
Sociograph basa el seu funcionament en el registre simultani de variables psicofisiològiques (com pot ser l'activitat electrodèrmica) en un grup de subjectes en temps real i amb anàlisis posteriors, per mitjà de modelatges matemàtics i algorismes basats, fonamentalment, en anàlisis de sèries temporals. Aquesta activitat elèctrica es recull gràcies a uns braçalets col·locats al canell de cada participant amb dos sensors emplaçats a la segona falange dels dits índex i cor. Aquesta tecnologia permet de mesurar els processos reactius, atencionals i emocionals que són compartits pels membres del grup, separant-los dels processos individuals. Sempre s'ha de tenir en compte que els éssers humans, quan estan en grups, presenten conductes i emocions diferents a les que es tenen a nivell individual, la qual cosa permet obrir, amb aquesta tecnologia, un nou camp a la investigació social.
José Luis Martínez Herrador, catedràtic de psicologia evolutiva de la Facultat d'Educació i Turisme de la Universitat de Salamanca va presentar el 2008 aquesta tecnologia després de les seves troballes sobre el potencial de la pell per determinar els nivells d'atenció i d'emoció de les persones. Al principi aquesta tècnica establia la comunicació dels senyals directament per mitjà de cables, però es va desenvolupar una tecnologia basada en comunicació sense fil, portàtil i menys pesada i que permetia sortir de les limitacions d'un laboratori i realitzar els mesuraments en espais oberts amb el qual s'ampliava la seva validesa ecològica
. L'ús d'aquesta tecnologia per fer estudis va començar el 2013.